# 1061 (عدد)
1061 هو عدد صحيح، يلي العدد 1060 وويسبق العدد 1062.

## في الرياضيات

### خصائص
- عدد طبيعي.[3]
- عدد فردي.[4][5]
- عدد موجب،[6] السالب منه هو -1061.[7]

## في التاريخ
- 1061 هـ هي سنة في التقويم الهجري.
- هي سنة 1061 م في التقويم الميلادي.

## وصلات خارجية
الأعداد الصاتمة، ديوان اللغة العربية.